# إنسان ماهر
الإنسان الحاذق أو الإنسان الماهر أو هومو هابيليس (Homo habilis) هو من أنواع جنس الإنسان، وهو نوع منقرض عاش في مناطق شرق القارة الإفريقية ما بين (2.33 - 1.4) مليون سنة مضت خلال الفترة ما بين العصر الجيلاسي والعصر البليستوسيني، وقد أُكْتُشِفَت أول أحافيره في شمال تنزانيا عام 1962م.
العينة النمطية المكتشفة له هي أو إتش 7 (OH7) في أولدافاي جورج في تنزانيا، المرتبطة بأولدوان وصناعة الأحجار، صُنفت الحفريات كنوع منفصل من الهومو ليكون الاسم المقترح لها الإنسان الماهر أو هوموهابيليس في 1964. عند النظر إلى مظهره وتركيبه المورفولوجيّ، يُعتبر الإنسان الماهر وسطًا بين القرد الجنوبي (الأسترالوبيثكس)، وإلى حد ما أصغر من الإنسان المنتصب، وكان تصنيفه في جنس الهومو مثيرًا للجدل منذ اقتراحه. تنبع الحُجة الأساسيّة المدافعة عن اعتبار الإنسان الماهر أول نوع من أنواع البشر من استخدامه للأدوات الحجرية. إلا أن بعض الأدلة المكتشفة في التسعينات تشير إلى استخدام مُبكِّر للأدوات الحجرية منذ 3.39 مليون سنة، ويرجع استخدامها إلى الأسترالوبيثكس.
في يناير عام 2019، أشار العلماء أن الأسترالوبيثكس سيديبا متميز عن الأسترالوبيثكس الأفريقي والإنسان الماهر الأصغر، ولكنه يتشارك معهما بعض التشابهات التشريحية.

## التصنيف كهومو
لقد كان تصنيف الإنسان الماهر كـ«هومو» محل جدل بين الأكاديميّين، فقد جادل البعض لتصنيفه ضمن جنس الأسترالوبيثكس. أدى حجمه الصغير وبعض السمات البدائية بالخبراء (ومنهم ريتشارد ليكي) إلى اقتراح استثناء الإنسان الماهر من جنس الهومو ووضعه في جنس الأسترالوبيثكس تحت اسم أسترالوبيثكس هابيليس.
كان لويس ليكي (والد ريتشارد ليكي) عالم مستحاثات البشر الكينيّ البريطانيّ أول من اقترح وجود الإنسان الماهر، وزوجته ماري ليكي، وجدت أول أثر للإنسان الماهر في 1955: سنتين بشريّتين. صنُفت تلك الأسنان بعد ذلك كأسنان «لبنيّة»، وبالتالي كان من الصعب ربطها بالأصنوفة، على عكس الأسنان الدائمة.
كان الإنسان الماهر قصيرًا وله أذرع غير طويلة على نحو غير متناسب مع الجسد مقارنة بالإنسان الحديث، إلا أن وجهه لم يكن بارزًا مثل الأسترالوبيثسين والذي يُعتقد أنه انحدر منه. لدى الإنسان الماهر سعة جمجمية تقل عن الإنسان الحديث بمقدار النصف تقريبًا. لكن بالرغم من المورفولوجيا القريبة من القردة، غالبًا ما يوجد مع الإنسان الماهر أدوات حجرية بدائية.
يُعتقد أن الإنسان الماهر هو سلف للإنسان الأكثر رشاقة وتعقيدًا وهو الإنسان العامل (هومو إرغاستر)، والذي أدى إلى ظهور أنواع أكثر بشرية مثل الإنسان المنتصب. تستمر الجدالات حول صحة نسب كل الحفريات المعروفة للنوع، وبعض علماء مستحاثات الإنسان يعتبرون النوع غير صالح، ومصنوع من عينات حفريات الأسترالوبيثكس والهومو. ظهرت نتائج جديدة عام 2007 تدل على أن الإنسان الماهر والإنسان المنتصب تواجدا سويًّا، ليمثلا نسبين منفصلين من سلف مشترك واحد، بدلًا من أن يكون الإنسان المنتصب منحدرًا من الإنسان الماهر. تقول التفسيرات البديلة أن أي علاقة سلفية بين الإنسان الماهر والإنسان المنتصب تُعتبر تفرعية وليست تخلقية (مما يعني أنه إذا كانت مجموعة فرعية منفصلة من الإنسان الماهر كانت سلفًا للإنسان المنتصب، فإن المجموعات الفرعية الأخرى ظلت بلا تغير كإنسان ماهر حتى انقراضها).
تقترح الاكتشافات في دمانيسي وجورجيا، والتي كان لها صفات جسدية عديدة واختلافات في غطاء الأسنان، أن كل المجموعات المتزامنة من الهومو الأوائل في أفريقيا، بما فيهم الإنسان العامل والإنسان الماهر وإنسان بحيرة رودولف هم من نفس النوع ويجب نسبهم إلى الإنسان المنتصب، مما يعني أن الاختلافات بين هذه «الأنواع» تمثل استطالة تطورية لنسب واحد، بدلًا من اعتبارها اختلافات بينية محددة.

## المورفولوجيا
تظهر جمجمة الإنسان الماهر بحجم يتراوح بين 550 سم3 إلى 687 سم3، بدلًا من 363 سم3 إلى 600 سم3 كما كان يُعتقد سابقًا. نُشر تركيب افتراضي للإنسان الماهر عام 2015 قدَّر الحجم الجمجمي الداخلي بين 729 مل و824 مل، أكبر مما كان يُعتقد سابقًا.
يصل حجم دماغ الإنسان الماهر إلى نحو 640 سم3 أي أنها أكبر بمتوسط 50% من الأسترالوبيثسينات، ولكنها أصغر من حجم الدماغ البشري الحديث المقدر بمدى يتراوح بين 1,350 سم3 إلى 1,450 سم3 . كان أشباه البشر أصغر من الإنسان الحديث، أكثر من 1.3 متر في المتوسط.
تشير الأبعاد بين أجزاء جسد الإنسان الماهر، بالنسبة للدليل السني والجمجمي، أنه من أقرباء الإنسان المنتصب.

## الحمية
بناءً على تحليل النسيج الطلائي متناهي الصغر لأسنان الإنسان الماهر، يظهر أنه لم يعتمد بصورة كبيرة على الطعام القاسي. حيث يظهر تعقيد النسيج الطلائي متناهي الصغر، في المتوسط، بين آكلي الطعام القاسي وآكلي أوراق الشجر. تنتج هذه القياسات والتحليلات من نسب تركيب سطح السِنة المحتوي على حُفر (مُعدَّل وعمق التلف السني الناتج عن استهلاك أغذية معينة عبر الأنواع الحية). تُستخدم تلك الطريقة بصورة واسعة، ولذلك هي من الطرق المقبولة لقياس مدى تحمل النوع لأغذية معينة.

## الحفريات

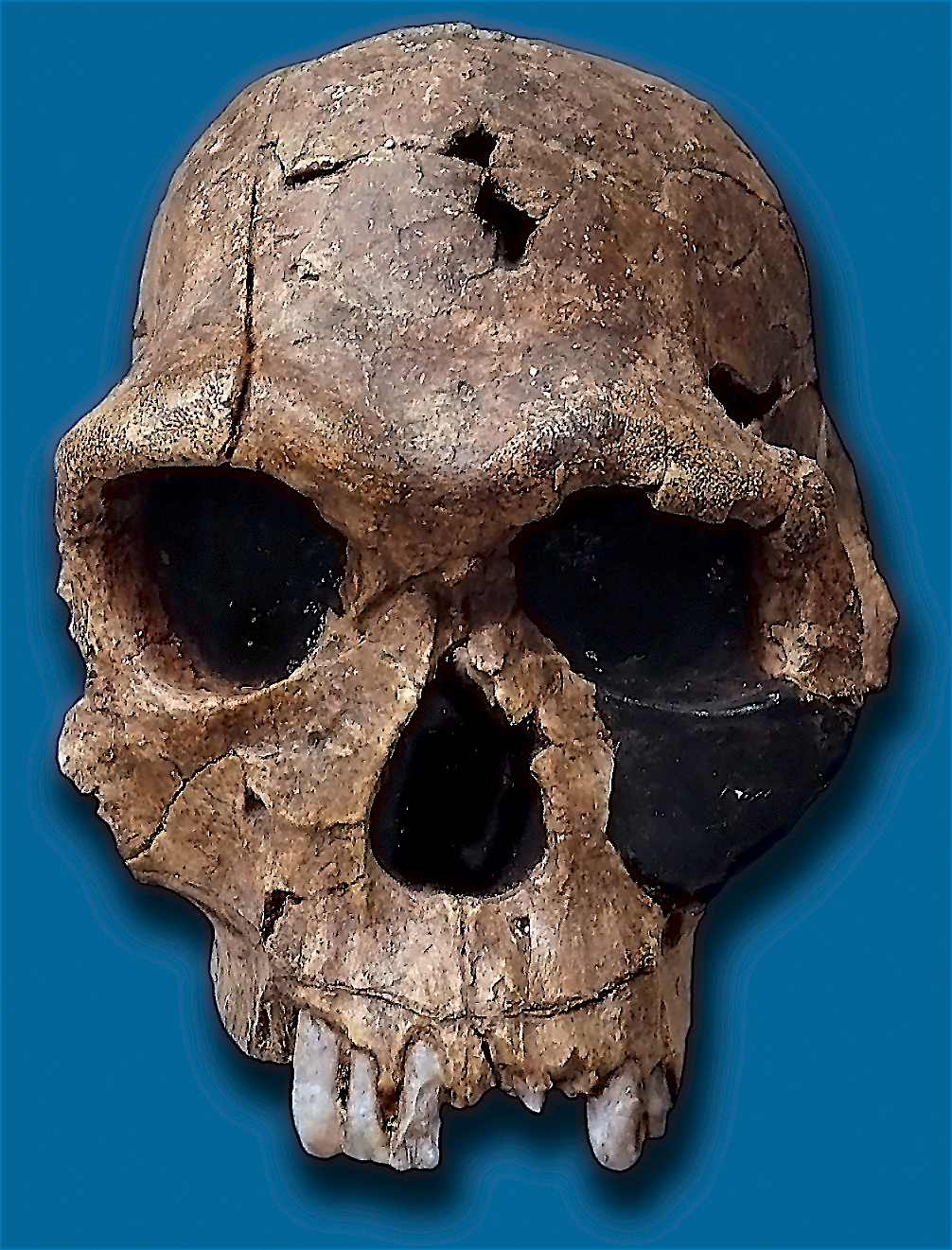
الجمجمة 1813 مكتشفة في كووبي فورا، كينيا

### أو إتش 7 (OH 7)
يعود تاريخها إلى 1.75 مليون سنة، واكتشفها لويس وماري ليكي في 4 نوفمبر عام 1960 في أولدافاي جورج بتنزانيا. إنها عبارة عن فك سفلي كامل بأسنانه. وبسبب صغر حجم الأسنان، يرجح الباحثون أنه فك طفل وحجم دماغه يصل إلى 363 سم3. في 1964، وجدت نحو 20 قطعة من اليد اليسرى. تعرَّف ليكي وعالم المستحاثات جون نابير وعالم مستحاثات الإنسان فيليب توبياس على هذه المكتشفات باعتبارها إنسان ماهر وساعدوا في تصنيف OH7 كحفرية نمطية.

### أو إتش 24 (OH 24)
هي جمجمة مشوهة منذ 1.8 مليون سنة تقريبًا، اكتُشفت في أكتوبر 1968 في أولدافاي جورج بتنزانيا. كان حجم الدماغ تحت 600 سم3 كما كان هناك نقص في بروز الوجه مقارنةً بأعضاء الأسترالوبيثسينات البدائية.

### كي إن إم إي آر 1813 (KNM ER 1813)
هي جمجمة كاملة نسبيا، يعود تاريخها إلى 1.9 مليون سنة، اكتُشفت في كووبي فورا بكينيا، اكتشفها كامويا كيمو في 1973. سعة الجمجمة تصل إلى 510 سم3 ، لكنها ليست مبهرة مثل عينات الإنسان الماهر المكتشفة سابقًا.

### كي إن إم إي آر 1805 (KNM ER 1805)
هي عينة لإنسان ماهر من البالغين، مصنوعة من ثلاث أجزاء من الجمجمة تعود إلى 1.74 مليون سنة من كووبي فورا بكينيا، مكتشفة عام 1974. كانت الافتراضات السابقة عن هذه العينة أنها تخص الإنسان المنتصب بناءً على درجة بروز الفك والشكل الإجمالي للجمجمة.

### أو إتش 62 (OH 62)
تبقى واحدة من الحفريات، التي اكتشفها دونالد جوهانسون وتيم وايت في أولدافاي جورج في 1986، واشتملت على الطرفين العلوي والسفلي المهمين، بالتحديد عظمتي العضد والفخذ. أثار هذا الاكتشاف بعض المناظرات في ذلك الوقت. قيست القدرات الحركية والوضعية لهذه الحفرية بناءً على أبعاد مقدمة الطرف ونهايته، والمعروف أنها ترتبط بالسلوك الحركي بين الرئيسات. تركز التحليلات الأولية على المقارنة مع أوسترالوبيثيكوس أفارينيسيس A.L. 288-1 («لوسي»). في أغلب الأبعاد –بالقياس أو بالتقدير- يظل الطرف العلوي لـ«أو إتش 62 (OH62)» يساوي أو يتجاوز الطرف العلوي لأوسترالوبيثيكوس أفارينيسيس A.L. 288-1، بينما يظل الطرف السفلي (خاصة الفخذ) أصغر. بالتحديد، باستخدام تقدير الطول للعضد بـ264 مم، والطول المقدَّر للفخذ غير المكتمل، يمكن تحديد مؤشر طول الفخذ/العضد بنسبة تقترب بـ95%، وهي تشبه الشمبانزي الحديث (بمتوسط 1.00) عن الإنسان الحديث (بمتوسط 0.72). ومن هذا المنطلق، كانت الحفرية أكثر بدائية عن أوسترالوبيثيكوس أفارينيسيس A.L. 288-1، بمؤشر طول 0.85.

### إل دي 350-1 (LD 350-1)
هي حفرية لشظايا عظام الفك مكتشفة في 2013، يعود زمنها إلى 2.8 مليون سنة ويُجادل أنها وسيط بين الأسترالوبيثكس والإنسان الماهر. يُدعى أن هذه الحفرية أقدم الأدلة على جنس الهومو. عاش الفرد الذي تخصه هذه الحفرية بعد التغير المناخي العظيم في المنطقة، عندما استُبدلت الغابات ومجاري المياه بالسافانا.

## صفاته
صاحب الجسم القصير ذو اليدين الطويلتين يتميز عن باقي أنواع الإنسانيات بكبر حجم دماغه الذي يصل إلى 630 سم3 وبأسنانه الصغيرة. تميز أيضاً بقدرة بدائية على استخدام الأدوات. عايش أنواعًا أخرى من الإنسانيات مثل بارانثروبوس بويزي، ويرى علماء التطور ومؤيدي هذه النظرية أن الإنسان المعاصر تطور منه.

## سلوكه
المشي على القدمين:
الإنسان الماهر كان يتقن المشي على قدمين، ولكننا نجد بالمقابل بأن قصر أعضائه السفلية لم تكن تعطيه نفس قدرة على المشي مطولاً.
هذا النوع من الإنسانيات يظهر اختلافاً واضحاً بين الجنسين، إذ أن قامة الأنثى أقصر بكثير من قامة الذكر.
الغذاء:
لقد كافح الإنسان الماهر من أجل البقاء، إذ ليس لديه فك قوي ولا أسنان كبيرة يمكنها طحن النباتات التي كانت سائدة في نهاية عصر الجفاف ذلك، تغذى القرد الماهر على الحشرات واللحوم وبقايا الفرائس التي تصطادها الحيوانات المفترسة الأخرى. وفي الوقت الذي شحت فيه مصادر الغذاء السهلة كالثمار والفواكة، وانقرضت أنواع أخرى اضطر إلى البحث عن مصادر جديدة. فالجيف التي يصل إليها تكون قد أُكِل لحمها، فأصبح يقتات على نقي العظام الغني بالقيمة الغذائية، وكاسرا العظم بالاحجار للوصول للنخاع.
الصناعات الحجرية:
الإنسان الماهر استخدم ادوات حجرية بدائية وهذه الأدوات الحجرية توسع نطاق أنواع الطعام التي يمكنه تناولها كما سبق.
باليوباثولوجيا (علم الأمراض القديمة)
أظهرت دراسة بقايا الإنسان الماهر المؤرخة على نحو 1,8 مليون سنة خلت على أن هذا الإنسان كان يعاني من بعض الأمراض العظمية كالفصال والتهاب المفاصل الرثياني.